# Oboista
Oboistának nevezzük az oboán játszó zenészt.

## Híres oboisták
- Maurice Bourgue
- Nicholas Daniel
- Heinz Holliger
- François Leleux
- Lencsés Lajos
- Hansjörg Schellenberger

### Magyar oboaművészek
- Bartók Tamás (Magyar Rádió Szimfonikus Zenekara)
- Csánky Emília (a Liszt Ferenc Zeneművészeti Egyetem tanára, Operaház)
- Dienes Gábor (Matáv Szimfonikus Zenekar)
- Kiss József (oboista) (Nemzeti Filharmonikus Zenekar)
- Pongrácz Péter (a Liszt Ferenc Zeneművészeti Egyetem tanára)
- Salvi Nóra (Operaház)
- Bakos Attila (OKF Központi Tűzoltó Zenekar)